# Jerzy Myrcha

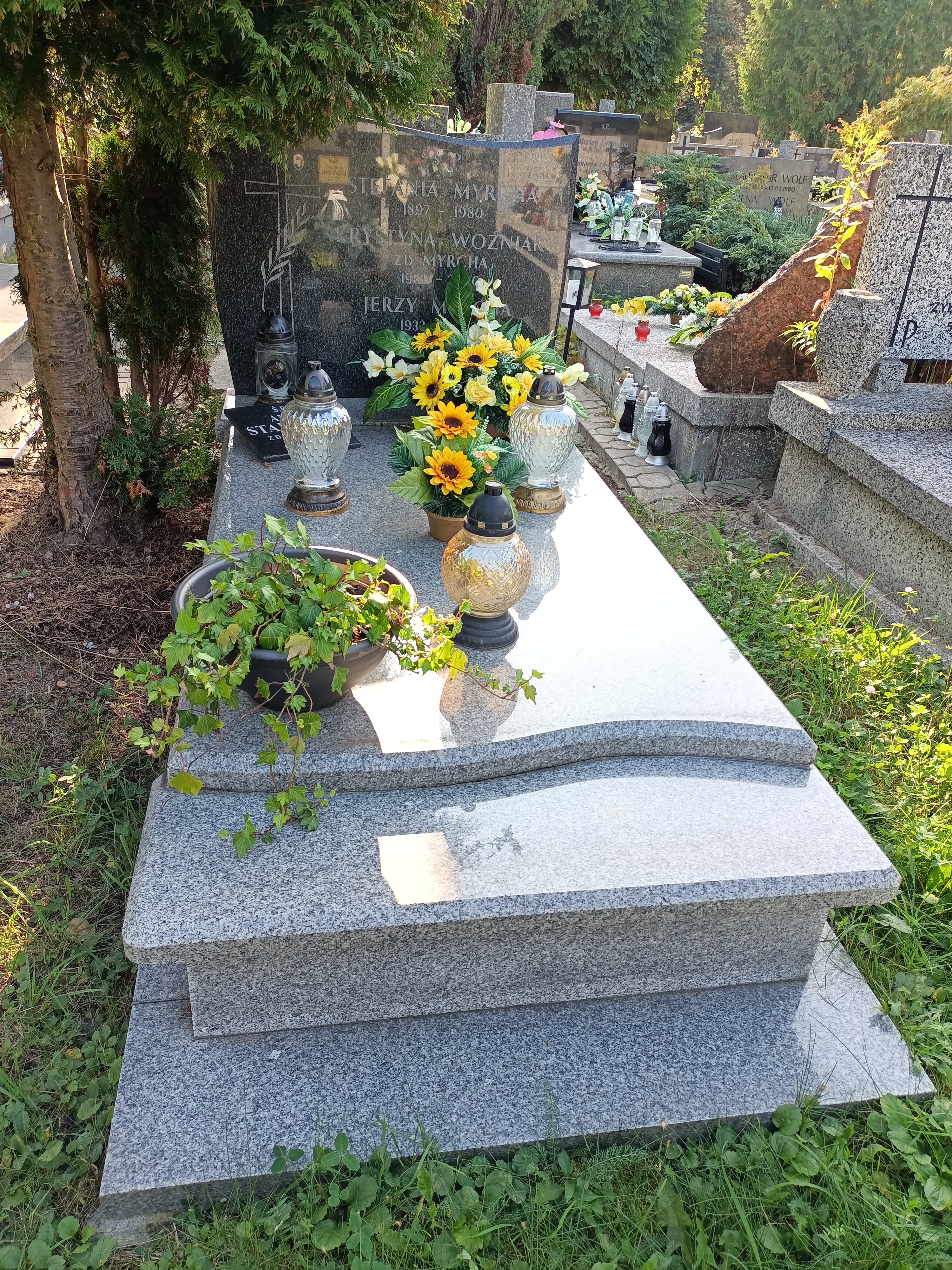
Grób Jerzego Myrchy na Cmentarzu Komunalnym Północnym w Warszawie

Jerzy Myrcha, znany również jako Jerzy Myrcha-Karpiński, (ur. 6 marca 1933 w Siedlcach, zm. 14 listopada 2003 w Warszawie) – polski działacz społeczny, pieśniarz, autor i kompozytor.
Założyciel Społecznej Fundacji Pamięci Narodu Polskiego, założyciel Warszawskiego Zespołu Artystycznego "Vars Cantabile" oraz Warszawskiego Zespołu Artystycznego „Polonia” im. Ignacego Jana Paderewskiego.
Magister prawa, absolwent Uniwersytetu Warszawskiego. Karierę artystyczną zaczynał jako chórzysta, następnie solista, w Zespole Warszawskim „Starówka”, Centralnym Zespole Artystycznym Wojska Polskiego oraz w Towarzystwie Śpiewaczym "Harfa". W roku 1990 założył Warszawski Zespół Artystyczny "Vars Cantabile" pod dyr. A. Janaszka, a w 1993 r. Warszawski Zespół Artystyczny „Polonia” im. Ignacego Jana Paderewskiego. Będąc kierownikiem artystycznym i solistą, propagował głównie utwory historyczno-patriotyczne. Był autorem i kompozytorem pieśni wykonywanych przez chóry „Vars Cantabile” i „Polonia”. W 1997 bez powodzenia ubiegał się o mandat posła na Sejm w okręgu warszawskim z listy Krajowego Porozumienia Emerytów i Rencistów.
W 1991 r. z inicjatywy Jerzego Myrchy powstała Społeczna Fundacja Pamięci Narodu Polskiego, a cztery lata później, akcja honorowania Polaków i Przyjaciół Polski Społeczno-Narodowym Orderem Polonia Mater Nostra Est, za szczególne zasługi dla Narodu i Państwa Polskiego.
Do śmierci pełnił funkcję dyrektora generalnego „Społecznej Fundacji Pamięci Narodu Polskiego” oraz kierownika artystycznego Warszawskiego Zespołu Artystycznego „Polonia”. Zmarł w przeddzień koncertu z okazji Święta Niepodległości Polski, który sam przygotowywał. Na pogrzebie żegnali go m.in.: chór „Polonia”, zarząd Fundacji, kombatanckie poczty sztandarowe, przedstawiciele zarządu Mazowsza, organizacji społecznych i kulturalnych. Został pochowany na Warszawskim Cmentarzu Północnym. Pośmiertnie został kawalerem prywatnego odznaczenia pod nazwą Polonia Mater Nostra Est, którego był pomysłodawcą.